# La Frontière de verre
 (novembre 2011).

La Frontière de verre, sous-titré Roman en neuf récits, dont le titre original en espagnol est La frontera de cristal, est un recueil de nouvelles écrit par Carlos Fuentes en 1995. Il a été traduit par Céline Zins et publié en 1999 par les éditions Gallimard en France. Cet ouvrage se compose de 9 nouvelles d'environ trente pages chacune : La capitaline, La peine, Le trait de l'oubli, Malintzin des ateliers, La frontière de verre (qui donne donc son nom à l’œuvre), Le pari, Les amies, Dépouillement, Rio Grande, Rio Bravo. 

## Résumé
L'action du roman se déroule le long de la frontière qui sépare deux états : le Mexique et les États-Unis, pays plus développé, riche et à forte attractivité. On plonge alors dans le quotidien de personnages très variés, aux classes sociales différentes qui luttent pour l'amélioration de leurs conditions de vie. Au cours du récit, l'écrivain de la latinité nous raconte par bribes, une partie de l'histoire du Mexique fortement liée à son actualité à travers un fort réalisme. Cette œuvre est à la limite du roman car vers la fin du recueil, une cohérence s’établit entre tous les personnages. L’auteur manie les genres et registres en utilisant le comique, le fantastique et le lyrisme.

## Thèmes principaux
- Les relations mexicano-américaines
- L'amour
- L'amitié
- La solitude
- Le racisme
- L'homosexualité
- L'immigration
- Les conséquences de la mondialisation

## Structures des nouvelles
Les nouvelles ont pour la plupart une structure classique. D’autres présentent des particularités. 
En effet, certaines d’entre elles sont divisées en chapitres comme La peine, La capitaline, La frontière de verre. De plus, Le trait de l’oubli et Rio Grande, Rio Bravo sont originales. La première est uniquement composée de phrases très courtes séparées entre elles par diverses ponctuations (., ?), cela donne donc au récit un rythme haché. La deuxième est séparée par un passage poétique, lyrique en italique que l’on peut assimiler à un refrain.

## Personnages
- Don Léonardo Barroso : un chef d'entreprise mexicain.
- Dionisio Rangel : un cuisinier mexicain qui exècre la cuisine américaine et dont la réussite le pousse vers ce pays qui le dégoute.
- Michelina : jeune fille de la ville qui se marie avec le fils de Don Léonardo et qui décide de prendre un amant.
- Léandro Reyes : un chauffeur de taxi mexicain qui tombe amoureux d’une européenne : Encarna.
- Josefina : bonne à tout faire chez Miss Amy, une vieille dame raciste.
- Juan Zamora : un médecin mexicain ayant fait ses études à l'université Cornell, aux États-Unis.
- Marina, Dinorah, la Candelaria, Rosa Lupe : ouvrières de l’usine de Don Léonardo.
- Polansky : jeune homme, raciste, chargé de surveiller la frontière afin d’empêcher les clandestins de passer.
- José Francisco : un écrivain qui cherche à réunir les deux populations par les mots.